# Atyrau (região)

Localização da região de Atyrau

Atyrau (Атырау, em cazaque; Атырауская, em russo) é uma região do Cazaquistão. Sua capital é Atyrau. A população estimada da região é de 380.000 habitantes.